# Den Kgl. Mønt
Den Kgl. Mønt er en dansk statsejet virksomhed, der har eneret på møntproduktion i Danmark, der hører under Danmarks Nationalbank, som udsteder pengene.

## Historie
Den Kongelige Mønt var oprindeligt bortforpagtet til en række møntværksteder rundt i landet, men blev i 1739 én selvstændig institution med en kongeligt udnævnt møntmester. Denne hed dog 1924-1978 møntdirektør, siden blot direktør. Med enevældens afskaffelse i 1849 overgik virksomheden til Finansministeriet, og efter at have ligget under Økonomiministeriet en kort overgang, blev Den Kongelige Mønt i 1975 underlagt Nationalbanken.
Fra 1700-tallet til 1997 var der tilknyttet en medaljør til produktionen, men denne stilling er i dag afskaffet, ligesom støberiet blev lukket i 1996. Metallet til mønterne købes i dag i færdig form fra en ekstern leverandør.
Dansk-vestindiske mønter blev præget her indtil 1917, islandske mønter 1922-1939 og grønlandske mønter 1957-1964. Derudover står Den Kongelige Mønt for prægning af officielle fortjenstmedaljer og en række private og officielle medaljer.

## Lokaliteter
Produktionen har haft til huse flere forskellige steder i København, blandt andet på hjørnet af Holbergsgade og Herluf Trolles Gade på Gammelholm fra 1873 i en bygning tegnet af Ludvig Fenger og Ferdinand Meldahl (senere forhøjet), på Amager Boulevard 115 fra 1923 i bygninger tegnet af Martin Borch, indtil en ny fabrik stod færdig på Solmarksvej i Brøndby i 1978 tegnet af Mogens Black-Petersen. I marts 2012 flyttede Den Kongelige Mønt atter ind Indre By og har i dag adresse sammen med Nationalbanken. Den 31/12/2016 slutter mønt og Seddelproduktion i Nationalbanken.

## Medaljører
- 1873-1901: Harald Conradsen
- 1901-1933: Gunnar Jensen
- 1908-1924: Andreas Frederik Vilhelm Hansen
- 1933-1968: Harald Salomon
- 1968-1983: Frode Bahnsen
- 1986-0000: Johan Alkjær (tegner)
- 1986-1993: Hanne Varming (billedhugger)
- 1989-1999: Jan Petersen
- 2001-0000: Mogens Møller